# Kungshögen (Höllviken)

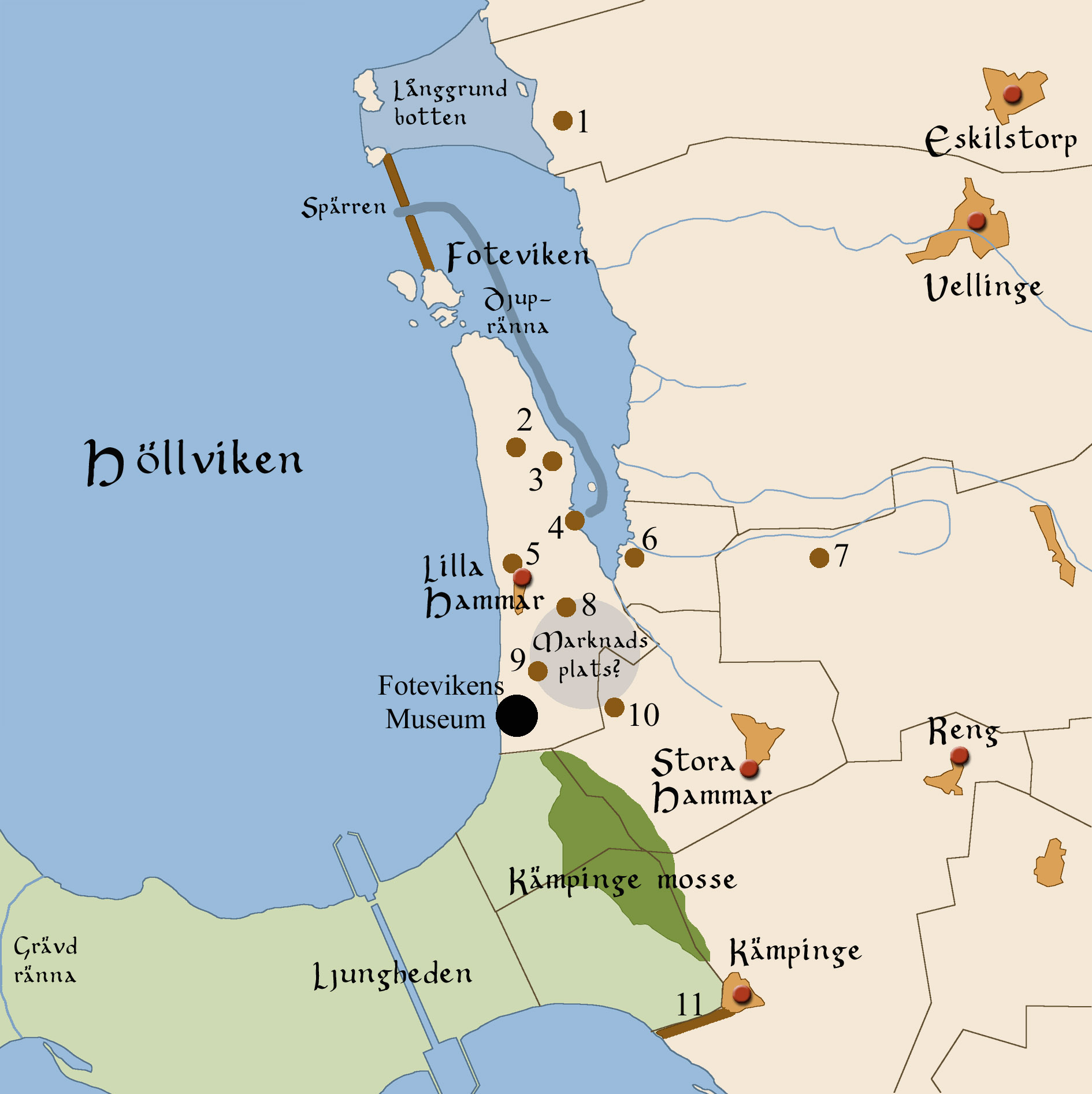
Lage von Stora Hammar

Der Kungshögen ist ein Grabhügel aus der Bronzezeit bei Stora Hammar in Höllviken, an der Bucht Foteviken, etwa sechs Kilometer südwestlich von Vellinge im äußersten Westen der schwedischen Provinz Skåne län und der historischen Provinz Schonen.
Großhügel mit Durchmessern von mehr als 30,0 Metern heißen in Schweden oft Kungshögen (deutsch „Königshügel“ – Sättuna Kungshög; Kungshögen Högsäter und Nysäter und die Kungshögarna von Malmö-Oxie). Sie sind vorzugsweise um den Mälaren anzutreffen. Großhügel stammen oft aus der jüngeren Eisenzeit. Einige der größten sind: Anundshög in Västmanland, Grönehög in Bohuslän, Högom in Medelpad, Inglinge hög in Småland, Ledbergs kulle in Östergötland, Ottarshögen in Uppland, Skalunda hög in Västergötland, Ströbo hög in Västmanland und die drei Hügel in Alt-Uppsala in Uppland.
Der Kungshögen von Höllviken hat etwa 22,0 m Durchmesser und ist 5,0 m hoch. Er wurde 1890 von Oscar Montelius (1843–1921) untersucht, der fünf Bestattungen fand. Das wahrscheinlich älteste Relikt aus dem Grab bestand aus einer etwa 11 cm hohen Urne, die einen Griff hatte. In der Urne wurden verbrannte Menschenknochen gefunden. Ein gröberes, größeres Tongefäß wurde zerschlagen, woraufhin der untere Teil als Deckel über einem Grab in der Mitte des Hügels verwendet wurde.

## Das Untergrab
Das Grab unterhalb des Hügels war am interessantesten. Die Toten wurden eingeäschert und die Gebeine wurden in einer sogenannten Hausurne (schwedisch Husurna) bestattet, die als ovales Rundhaus oder als Rundhütte gestaltet war. Hausurnen wurden in Schonen an mehreren Orten gefunden, aber diese ist einmalig, da sie als einzige ein schwarzgelbes Dekor hat. In der Urne lagen neben den verbrannten Gebeinen ein Bronzemesser, ein Bronzesieb und ein Doppelknopf aus Bronze. Bemalte Urnen haben ihre Vorbilder südlich der Alpen. Die Urne stand auf dem Viertel eines Mahlsteins und wurde in eine einfache Steinkiste gestellt, die von einer kleinen Steinrosette bedeckt war. Es scheint, dass zur Deponierung der Hausurne ein bestehender Grabhügel erweitert wurde. Die Bronzen im Grab gehören in die Periode V, datieren also auf etwa 900–800 v. Chr. Während der Eisenzeit wurde im Grabhügel ein Skelettgrab errichtet. Zusätzlich zu den Knochen fanden sich ein Löffel aus Horn und das Fragment eines Knochenkammes.
Nach der lokalen Tradition soll der Hügel das Grab von Magnus Nielsen sein, der 1134 in der Schlacht bei Fodevig fiel. Montelius fand auch Hinweise auf Signalfeuer (schwedisch Vårdkasen) auf dem Hügel.
Der Eskilstorpsdösen liegt meernah, nordwestlich von Vellinge und die Foteviksspärren liegt nahe dabei.